# Yoshinosuke Aoyagi
Yoshinosuke Aoyagi (en japonés: 青柳善の輔, Aoyagi Yoshinosuke; 13 de febrero de 2002) es un deportista japonés que compite en lucha libre. Ganó una medalla de plata en el Campeonato Mundial de Lucha de 2024, en la categoría de 70 kg.

## Palmarés internacional
| Campeonato Mundial | Campeonato Mundial | Campeonato Mundial | Campeonato Mundial |
| Año                | Lugar              | Medalla            | Categoría          |
| ------------------ | ------------------ | ------------------ | ------------------ |
| 2024               | Tirana (Albania)   | Medalla de plata   | 70 kg              |